# Canal de Montech
Le canal de Montech (ou canal de l’embranchement de Montauban) est un canal français qui relie le Tarn au canal de Garonne.

## Géographie
Situé en Tarn-et-Garonne en région Midi-Pyrénées, il court sur 10,9 km sur les communes de Montech, Lacourt-Saint-Pierre et Montauban.
| km cumulés | Numéro de l'écluse | Nom de l'écluse | Chute                      | Type   | Distance jusqu'à l'écluse suivante |
| ---------- | ------------------ | --------------- | -------------------------- | ------ | ---------------------------------- |
| 0          | 1 bis              | Noalhac         | 2,61 m                     | Simple | 4 477 m                            |
| 4,477      | 2 bis              | Lamothe         | 2,71 m                     | Simple | 223 m                              |
| 4,700      | 3 bis              | Fisset          | 2,55 m                     | Simple | 300 m                              |
| 5,000      | 4 bis              | Brétoille       | 2,58 m                     | Simple | 1 000 m                            |
| 6,000      | 5 bis              | Mortarieu       | 2,61 m                     | Simple | 350 m                              |
| 6,350      | 6 bis              | La Terrasse     | 2,57 m                     | Simple | 350 m                              |
| 6,700      | 7 bis              | Rabastens       | 2,80 m                     | Simple | 200 m                              |
| 6,900      | 8 bis              | Verlhaguet      | 3,07 m                     | Simple | 2 000 m                            |
| 8,900      | 9 bis              | Bordebasse      | 1,65 m                     | Simple | 1 300 m                            |
| 10,200     | 10-11 bis          | Montauban       | chute selon niveau du Tarn | Double | 300 m                              |

## Histoire
Construit en même temps que le canal de Garonne dont il est un embranchement pour rejoindre Montauban et le Tarn (qui était navigable à l'époque) d'où son autre nom : canal de l’embranchement de Montauban. Il est ouvert à la navigation entre Toulouse, Montech et Montauban en 1844. Les premiers travaux avaient été adjugés en 1839. Le canal de Garonne est mis en service jusqu'à Moissac en 1845, puis Agen, en décembre 1849, la Baïse, en 1852 et son terminus en avril 1856.
Il est fermé à la navigation en 1990 puis complètement rénové (toutes les écluses sont automatisées). Rouvert en 2003, il permet de nouveau de relier le Tarn et Montauban au canal de Garonne.

## Port canal de Montauban
Le port canal de Montauban dispose de 32 anneaux et d'un ponton en bois  de 90 m depuis 2016, cela permet de recevoir des bateaux de plus de 25 m. Depuis 2020, la Compagnie Fluviale du Midi y développe ses activités de promenades historiques sur le Tarn et le Canal de Montech, ainsi que de croisières fluviales sur le Tarn et le Canal de Garonne, grâce à deux bateaux à passagers.

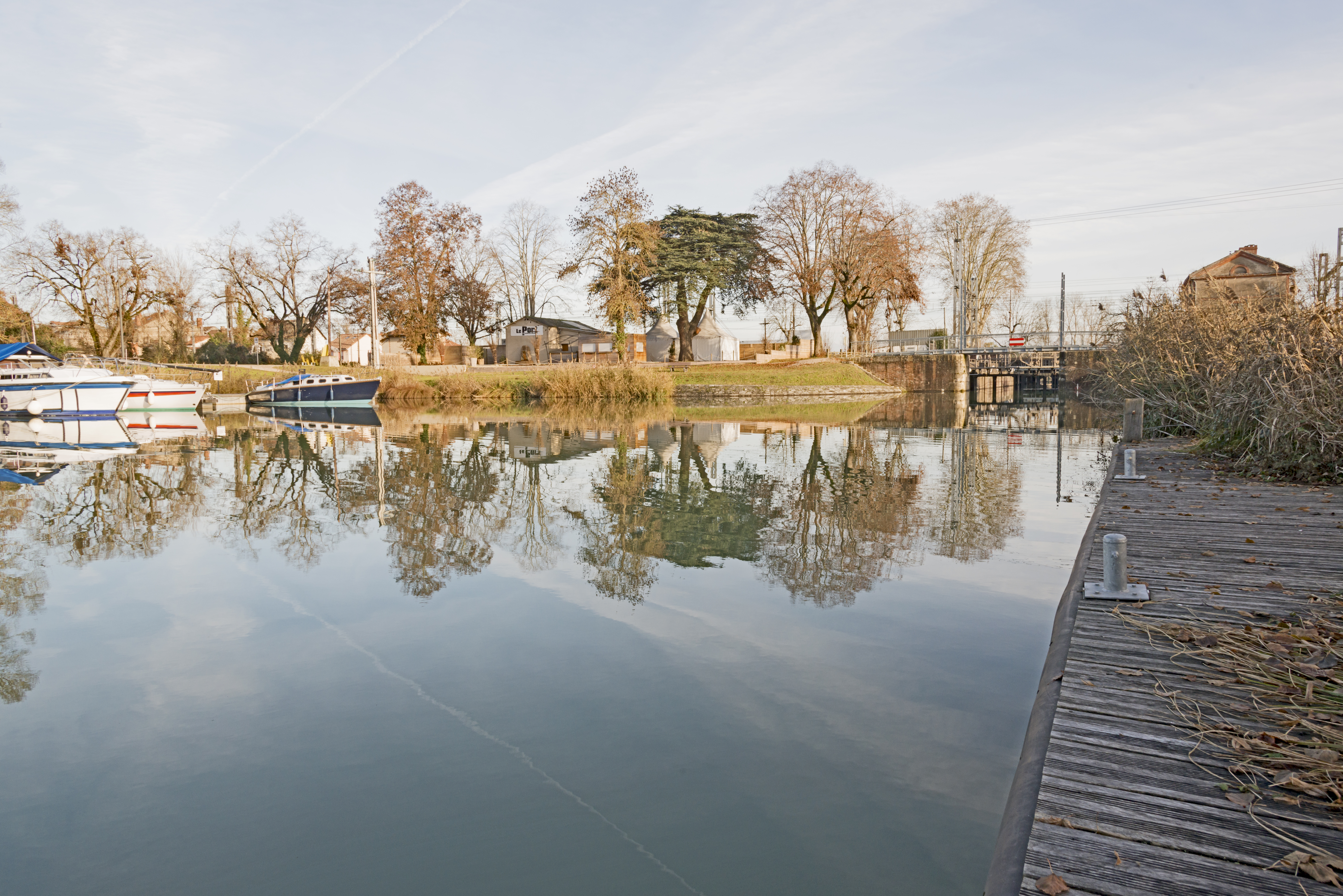
L'écluse vers le Tarn.
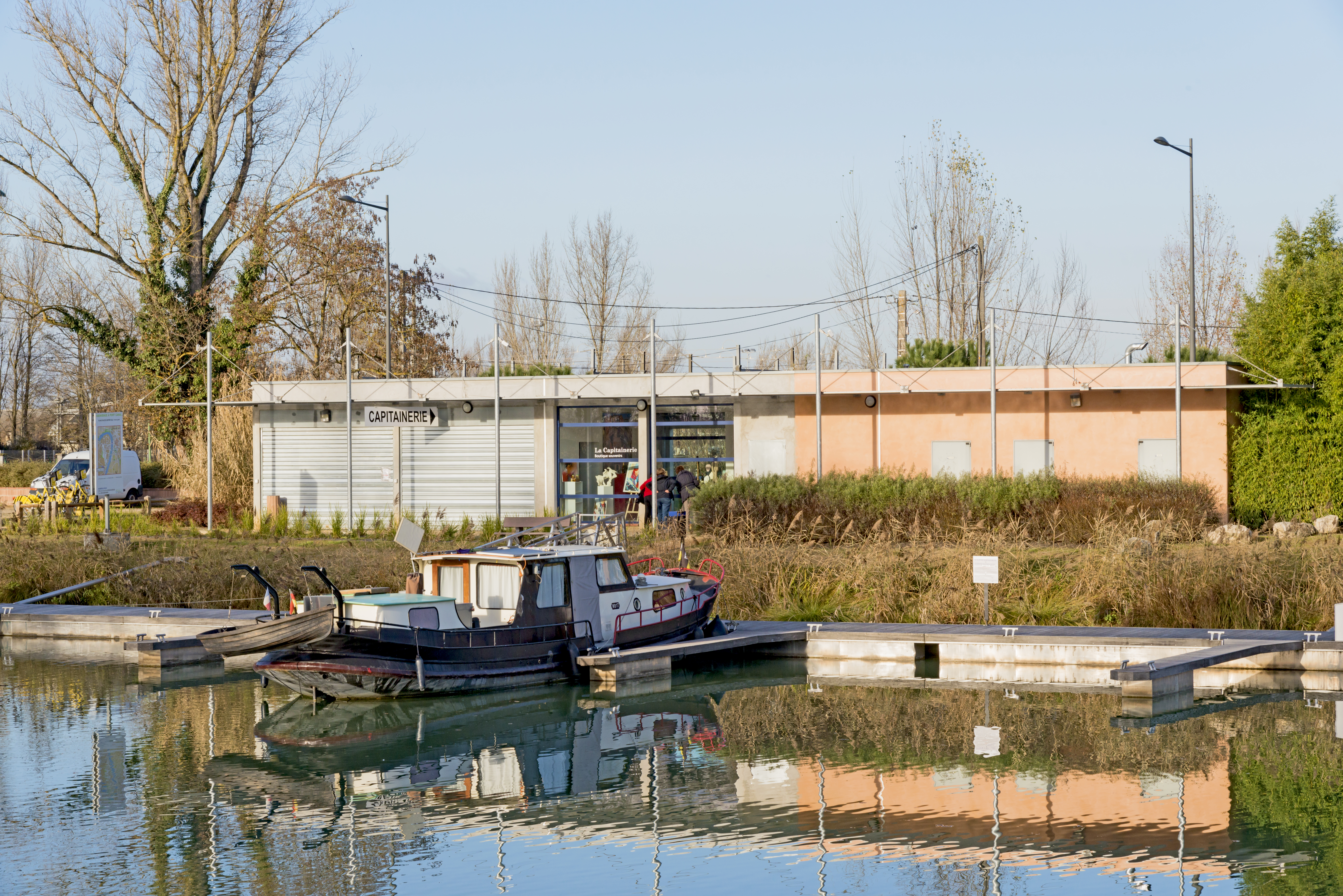
La capitainerie.
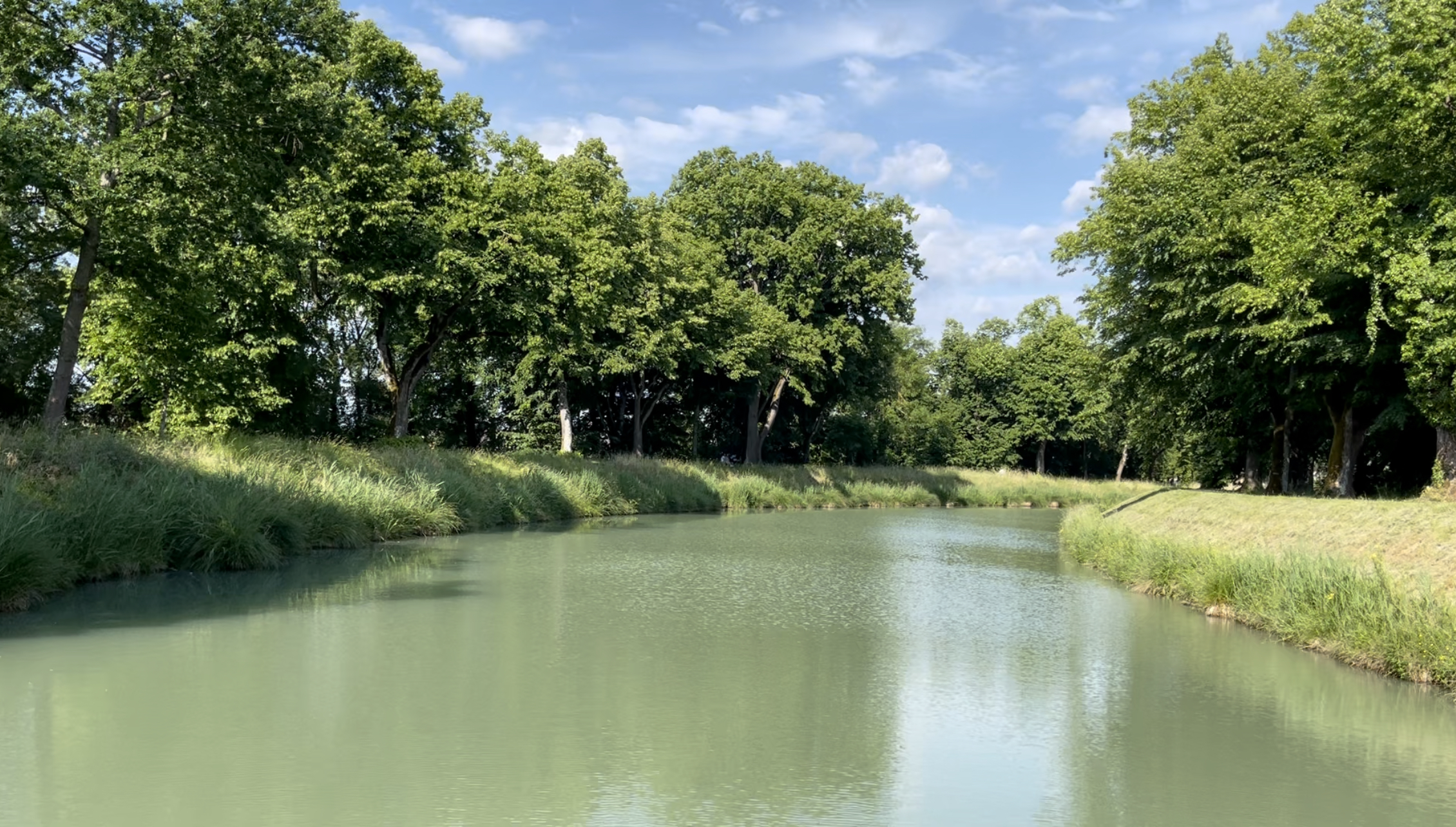
Bief de Port Canal du Canal de Montech.
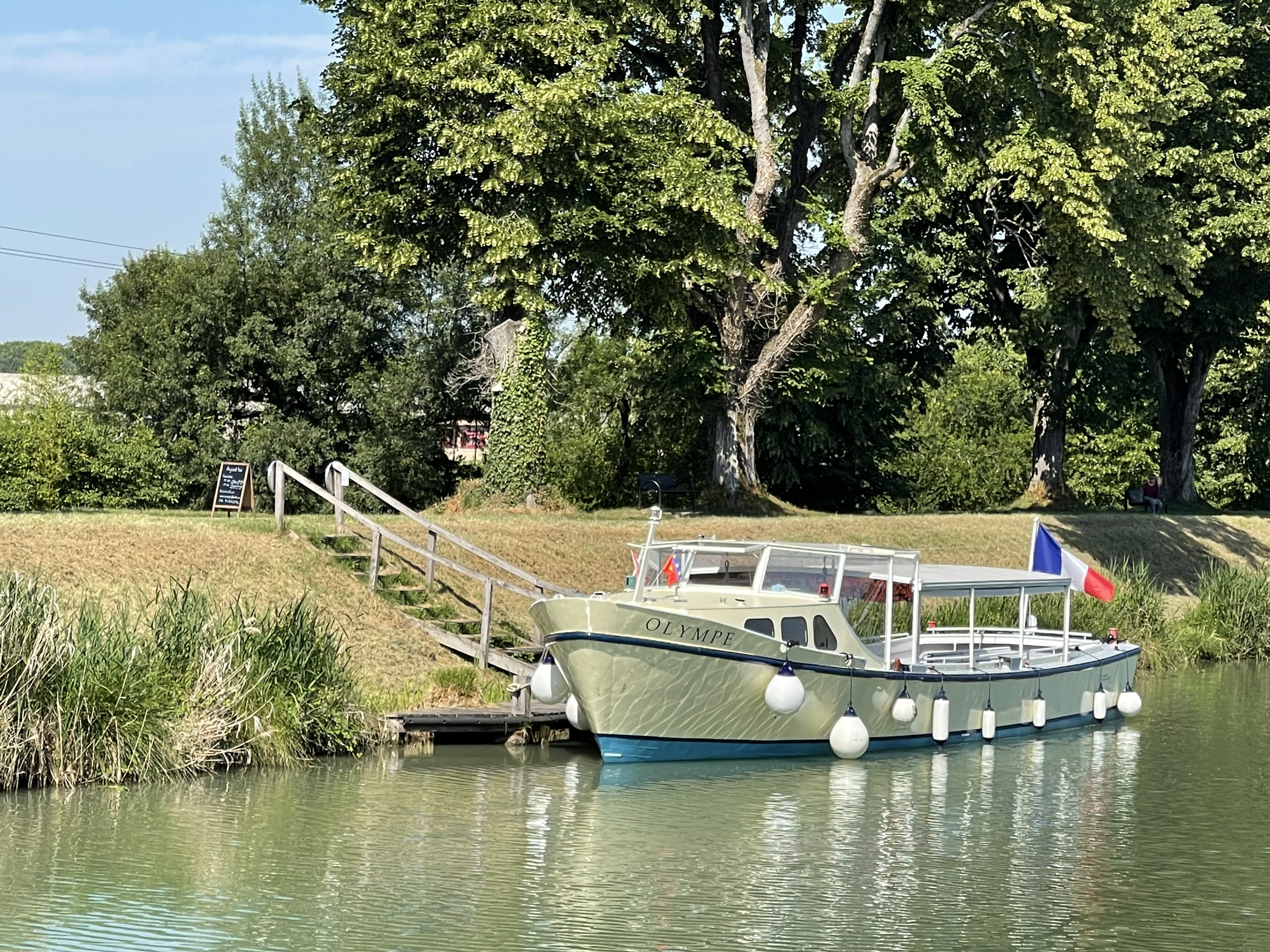
Olympe, le bateau promenade de Montauban.
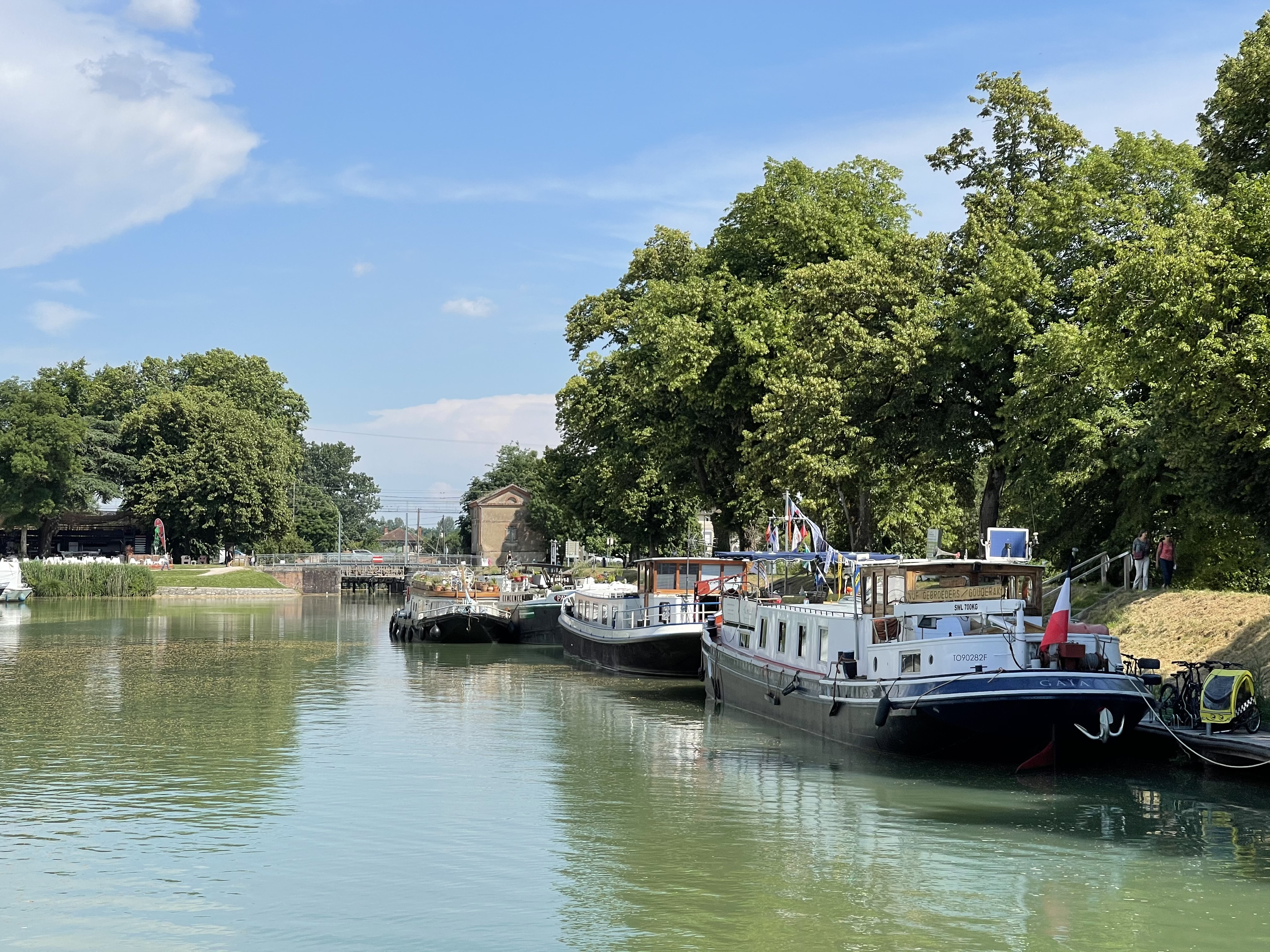
Ponton des péniches de Port Canal.